# スタニスワフ・ヴィスピャンスキ
スタニスワフ・ヴィスピャンスキ（ポーランド語: Stanisław Mateusz Ignacy Wyspiański (発音 ['staˈɲiswaf vɨˈspjaɲskʲi]), 1869年1月15日 - 1907年11月28日）は、ポーランドの画家、劇作家、詩人。内装や家具のデザイナーとしても活動した。愛国的な作家として立場を固めたのちも、若きポーランドの芸術哲学に共鳴し、一連の象徴的な国民的演劇を生み出した。
外国政府に分割統治されていたポーランドにあって、多面的な活動をした芸術家の筆頭とされる。モダニズムにポーランドにおけるロマン主義（1820年–1864年）と民族の伝統を持ち込んだ功績と、詩の才能を誇ったポーランドの三吟遊詩人と公認されるアダム・ミツキェヴィチ、ジュウシュ・スウォヴァツキ、ジグムント・クラシンスキに次ぎ、非公式にポーランドの4番目の吟遊詩人とされる。
ヴィスピャンスキの肖像は1988年から1万ズウォティ・ポーランド紙幣に採用された。

## 経歴
ガリツィア・ロドメリア王国クラクフで生まれた。父親は彫刻家であった。母親はまもなく結核によって没した。
若い頃に著名な画家ヤン・マテイコに才能を発掘されて師事し、ポーランド史や文学を学んだ。ヤギェウォ大学に入学して哲学を学び、さらにヤン・マテイコ美術アカデミーに通う。1890年以降にフランス、ドイツ、イタリア、スイスを訪れた。
やがてフランスでアカデミー・コラロッシに通い、その頃にポール・ゴーギャンと知り合う。美術館でピエール・ピュヴィス・ド・シャヴァンヌの絵画に衝撃を受けた。また劇場でシェークスピアの劇を鑑賞した。
クラクフに帰還した1894年以降にモダニズムに参加。複数の教会のステンドグラスをデザインした。また1897年頃から戯曲を発表し始める。若きポーランド運動に関わった。1901年に結婚式を題材にした風刺戯曲『Wesele』を発表した。
1906年にヤン・マテイコ美術アカデミーの教員に招かれた。翌年、クラクフで没。

## 主な著作
発行年順
- Chmiel, Adam、Sinko Tadeusz 編. Dzieła、Wyd. 1. （Bibljoteka Polska、1924年）NCID BA17803579。（仮題：『集団』第1巻）
- "葛飾北斎、安藤広重. Widok z okna pracowni artysty na Kopiec Kościuszki : inspiracje sztuką Japonii w twórczości Stanisława Wyspiańskiego. Król, Anna、Juruś, Jerzy 編（Muzeum Sztuki i Techniki Japońskiej manggha、2007年）ISBN 9788392440772。NCID BA91023909。
  - （仮題：『芸術家の書斎窓からコシチュシュコ塚の眺め：スタニスワフ・ヴィスピアンスキの作品に見る日本美術のインスピレーション』）日本マンガ美術技術博物館（ポーランド、クラクフ）

### 全集
没後に編まれた〈スタニスワフ・ヴィスピャンスキ作品集〉がある（Wydawnictwo Literackie（文芸出版社）発行）。
- 1巻、"Daniel ; Królowa polskiej korony ; Legenda I ; Warszawianka"、1964年、NCID BA28873452。
- 2巻、"Meleager ; Protesilas i Laodamia ; Klątwa"、1958年、NCID BA28876417。
- 3巻、"Lelewel ; Legion"、1958年、NCID BA28877340。
- 4巻、"Wesele"、1958年、NCID BA28877602。
- 5巻、"Wyzwolenie"、1959年、NCID BA28877996。
- 6巻、"Bolesław Śmiały ; Legenda II ; Skałka"、1962年、NCID BA28878274。
- 7巻、"Akropolis ; Achilleis"、1959年、NCID BA28878660。
- 8巻、"Noc listopadowa"、1959年、NCID BA28879062。
- 9巻、"Cyd ; Powrót Odysa ; Sędziowie"、1960年、NCID BA28879335。
- 10巻、"Fragmenty dramatyczne ; Zygmunt August"、1960年、NCID BA28880006。
- 11巻、"Rapsody ; Hymn ; Wiersze"、1961年、NCID BA2888047X。
- 12巻、"Inscenizacje"、1961年、NCID BA28880786。
- 13巻、"Hamlet"、1961年、NCID BA28881009。
- 14巻、"Pisma proza ; Juvenilia"、1966年、NCID BA28881304。

## 日本語訳
- 高橋邦太郎 訳「審く者：スタニスラス・ヰスピアンスキイ作」『中欧現代劇集』（近代社〈世界戯曲全集第22巻「中欧篇」〉、1927年）NCID BN08565482。

他に収録された作品・訳者は以下。
- 小山内薫 訳『リリオム』『惡魔』（モルナール・フェレンツ）
- 北村喜八 訳『赤い粉砕機』『硝子の上靴』（フエレンツ・モルナアル）
- 『蟲の生活（かくて無限に）』（ヨセフ・チヤペクとカレル・チヤペクの合作）
- 『マクロポウロス家の秘術』（カレル・チヤペク）
- 宇賀伊都緒 訳『人造人間』（カレル・チヤペク）

- 津田晃岐 訳『婚礼』（未知谷〈ポーランド文学古典叢書11〉、2023年）ISBN 9784896427110、NCID BD04783470。

## 絵画

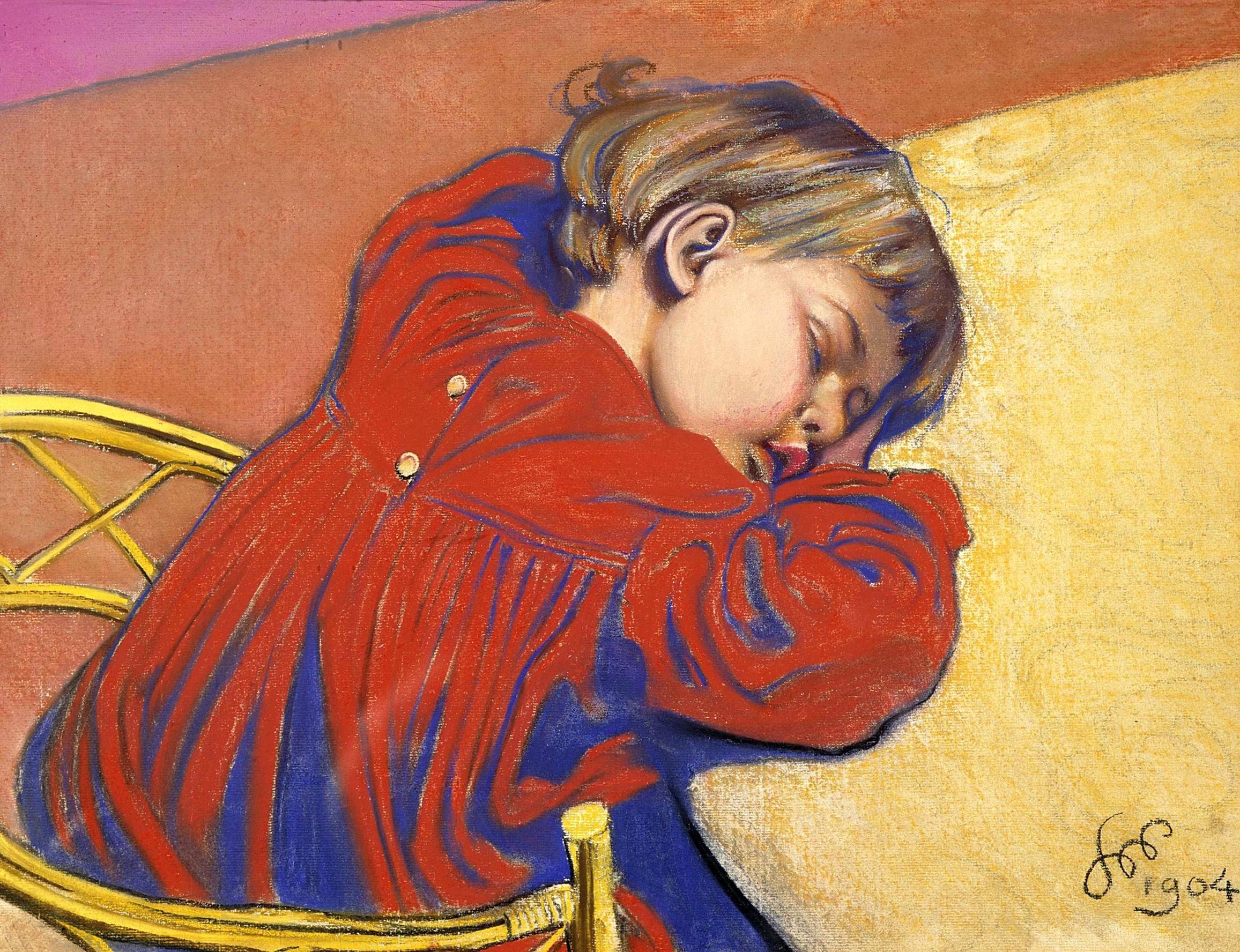
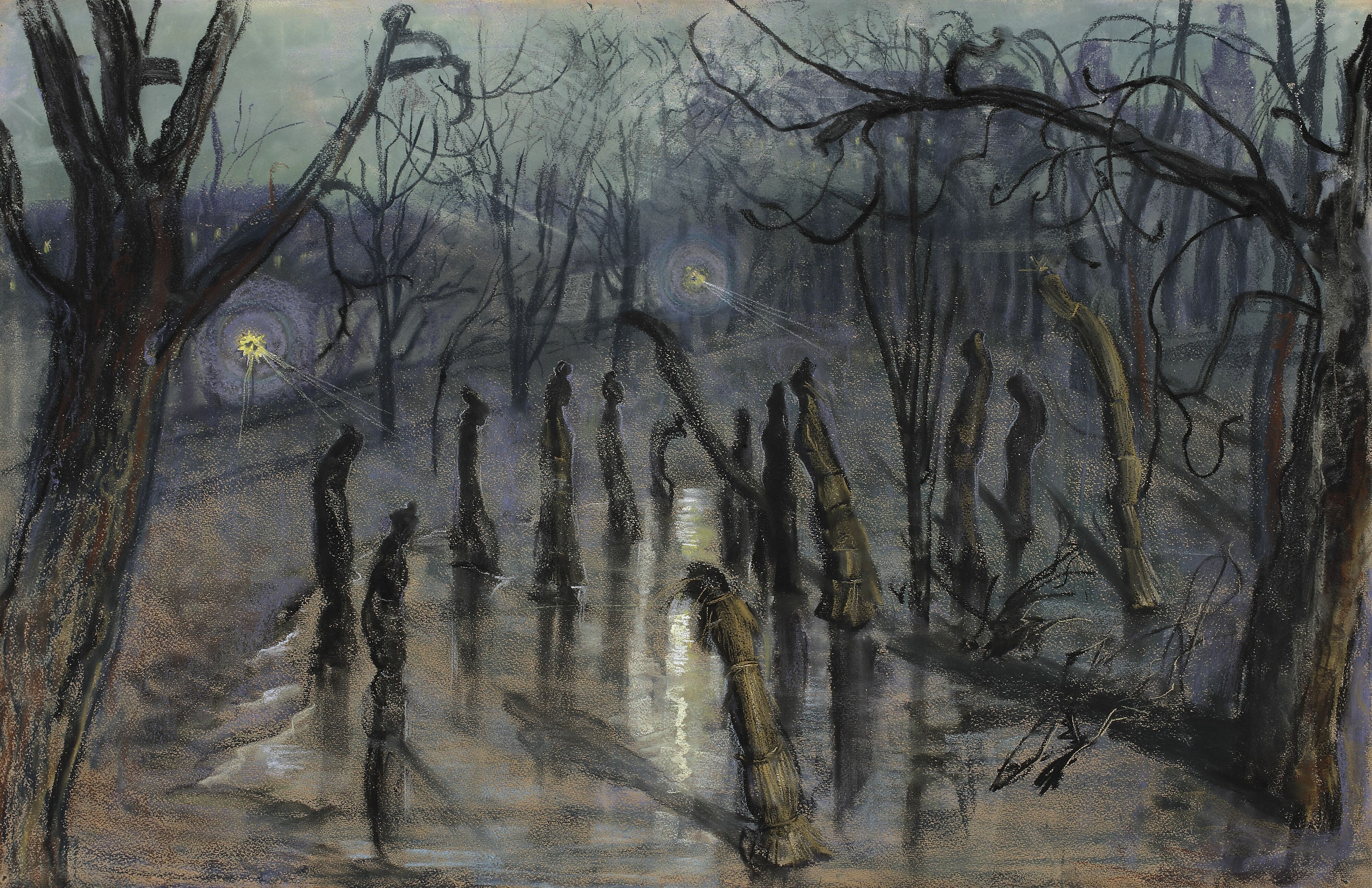
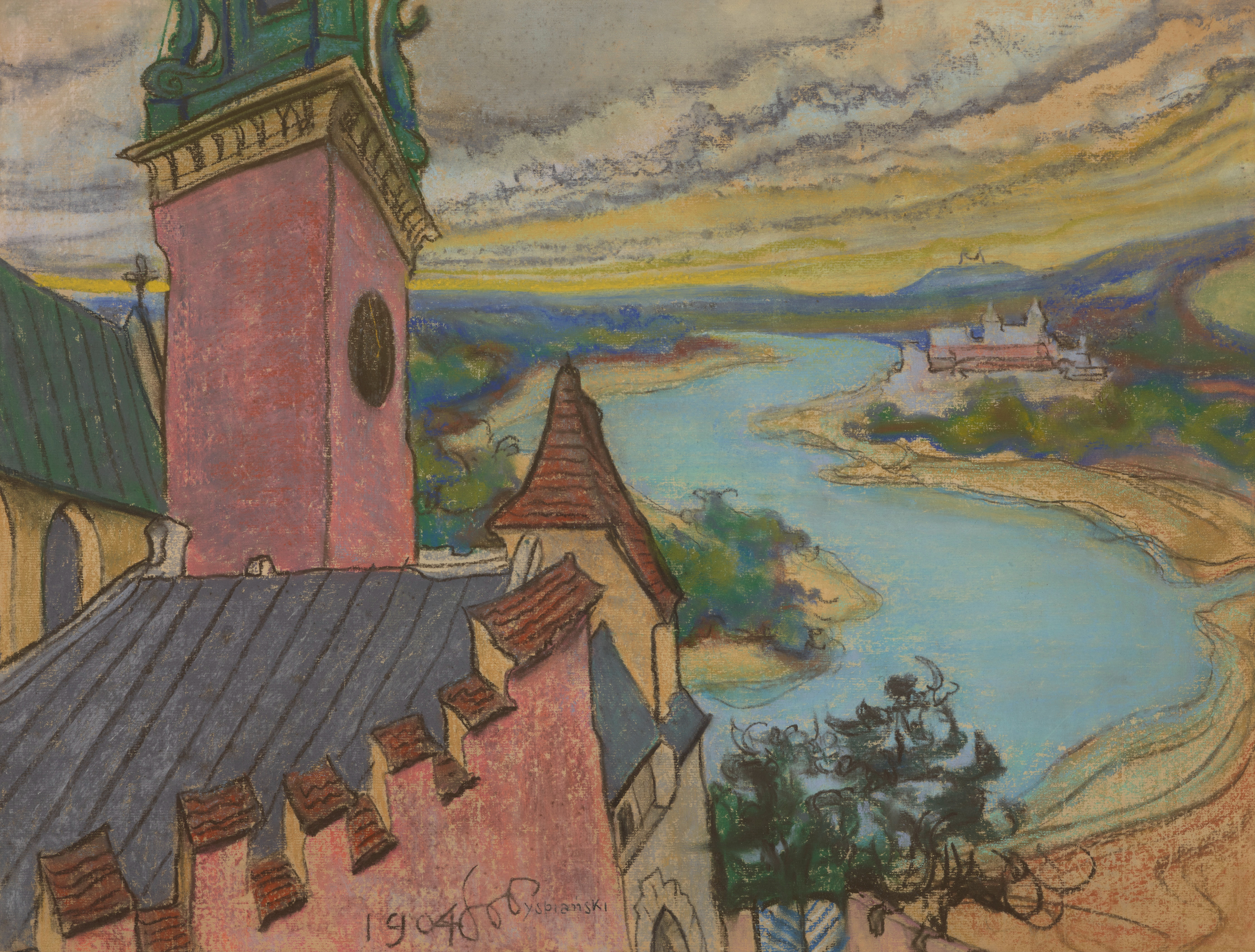
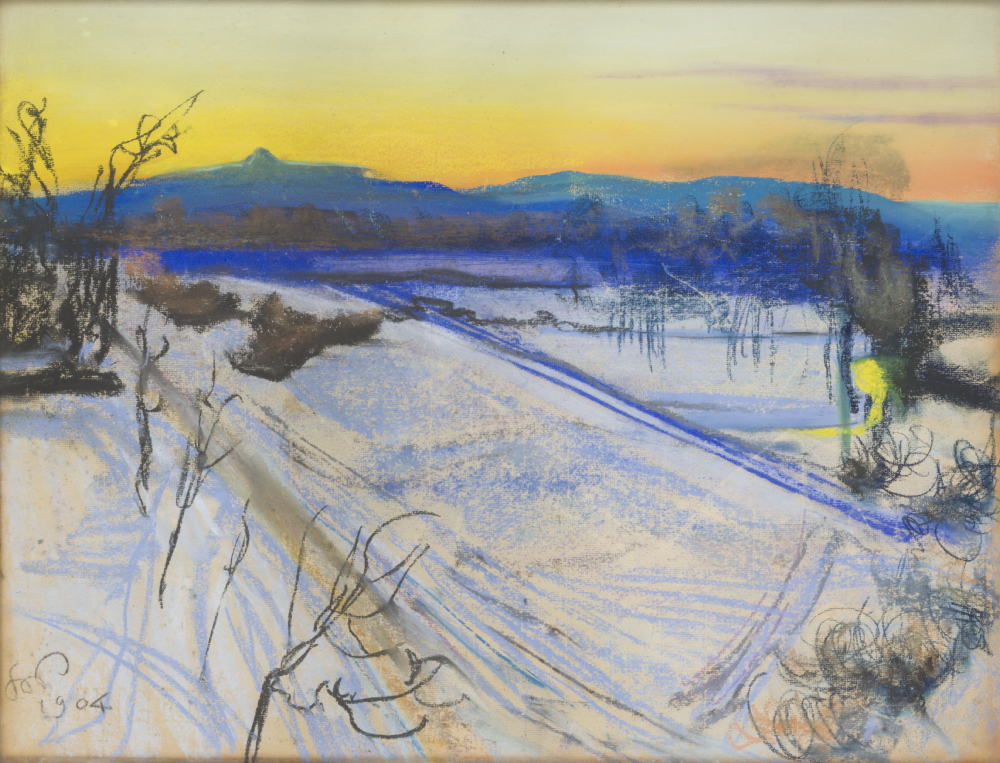
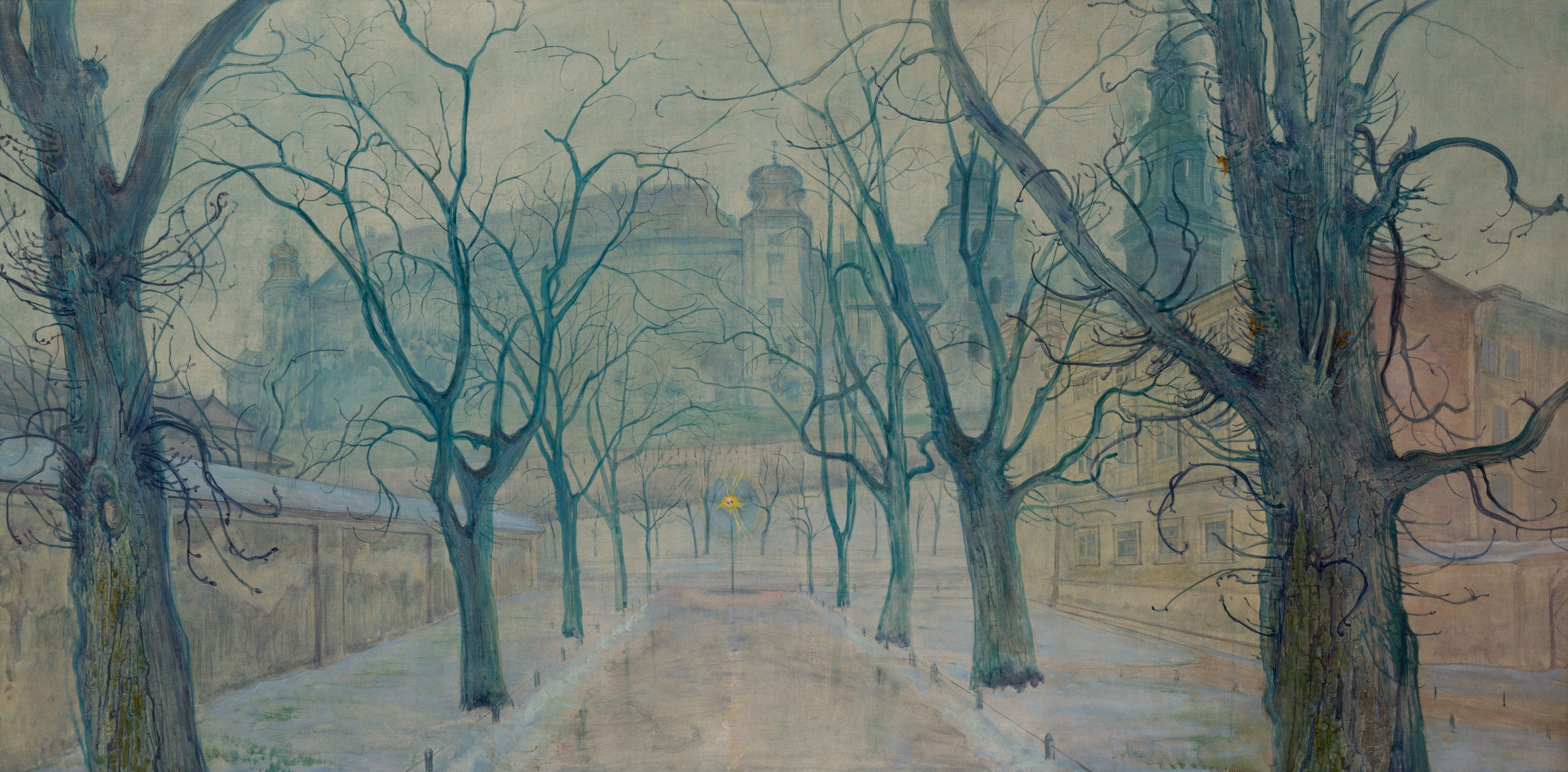
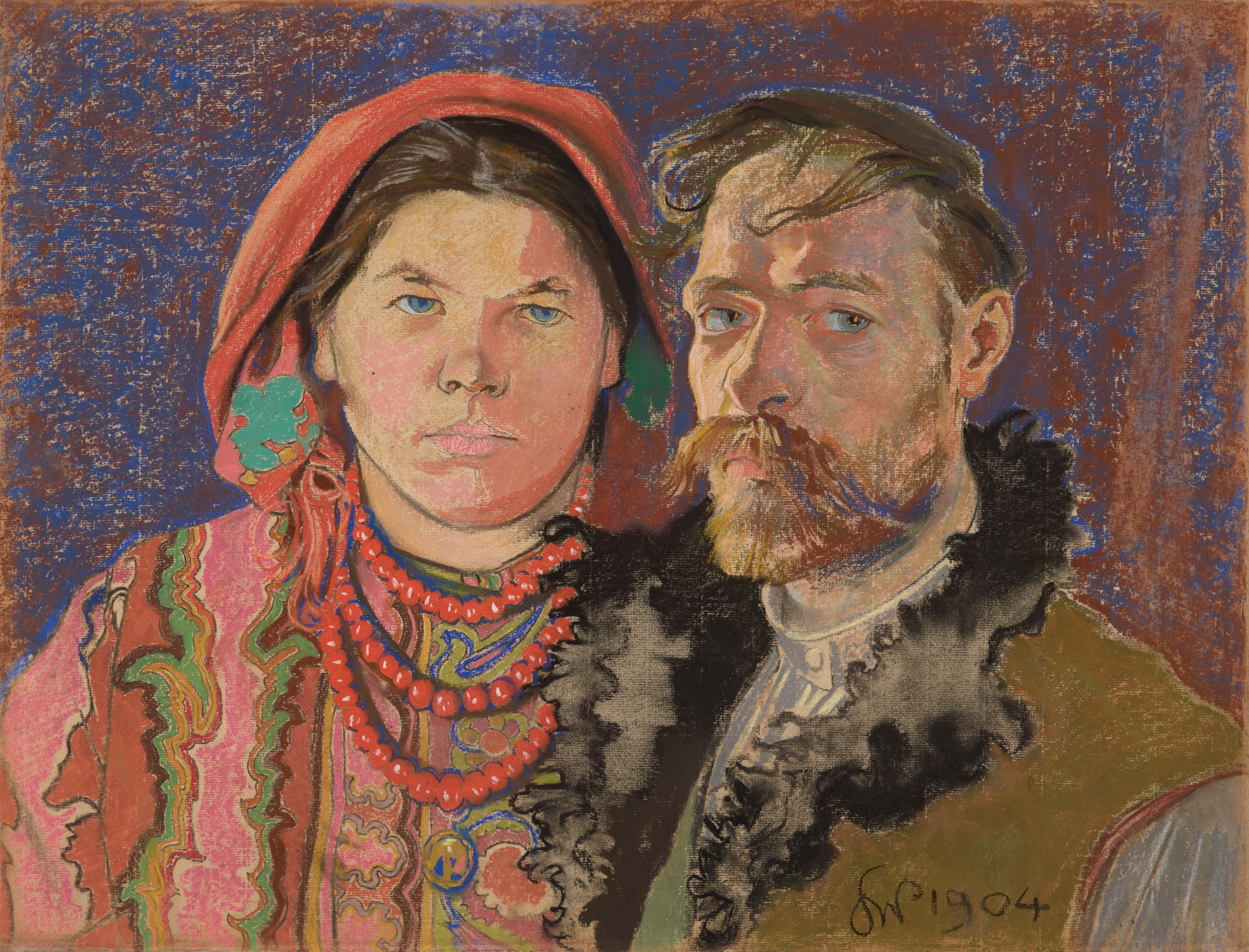
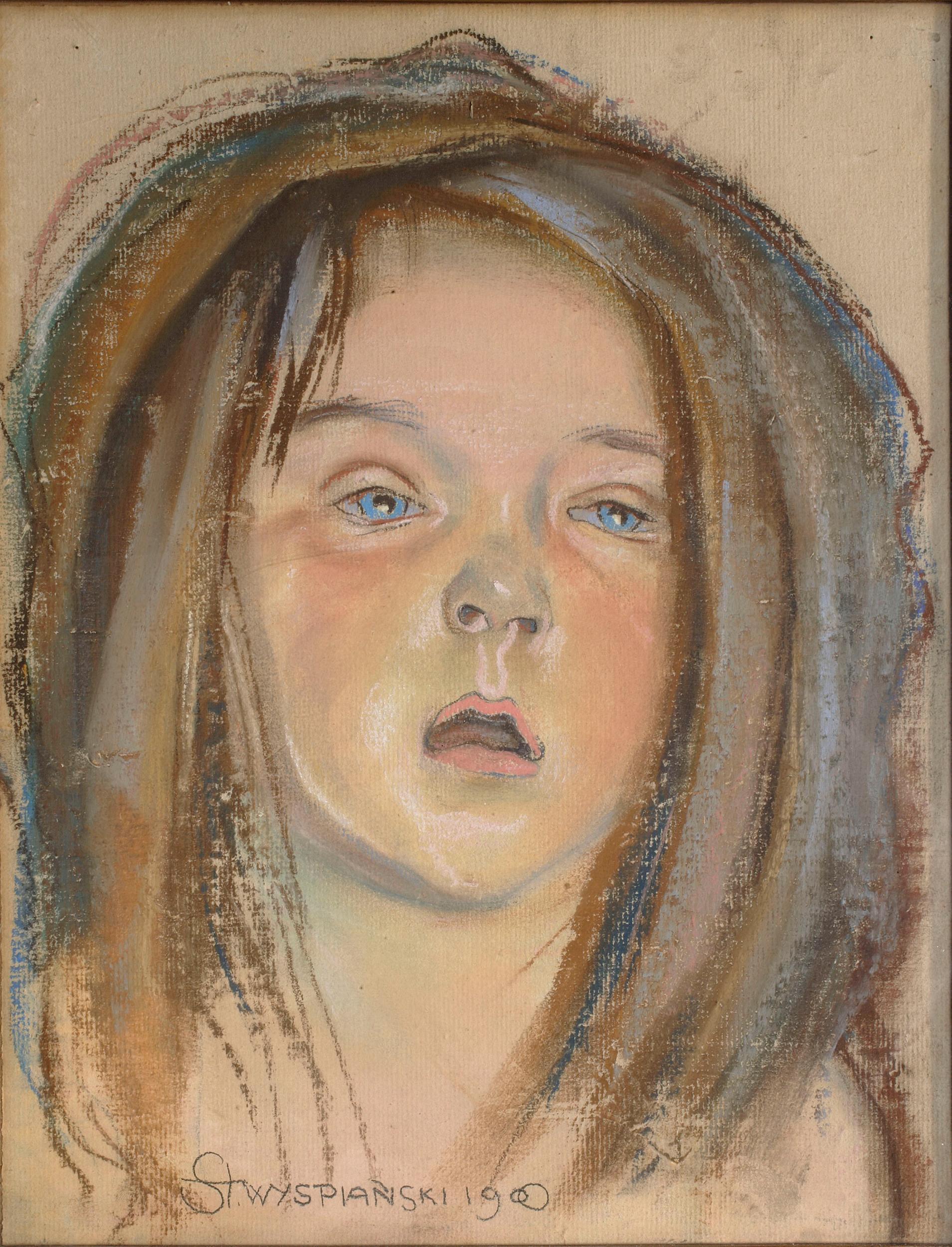
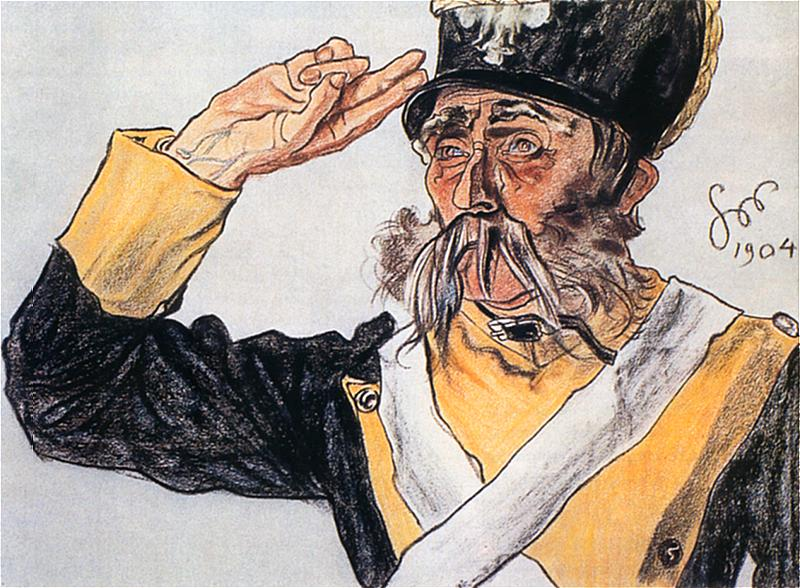
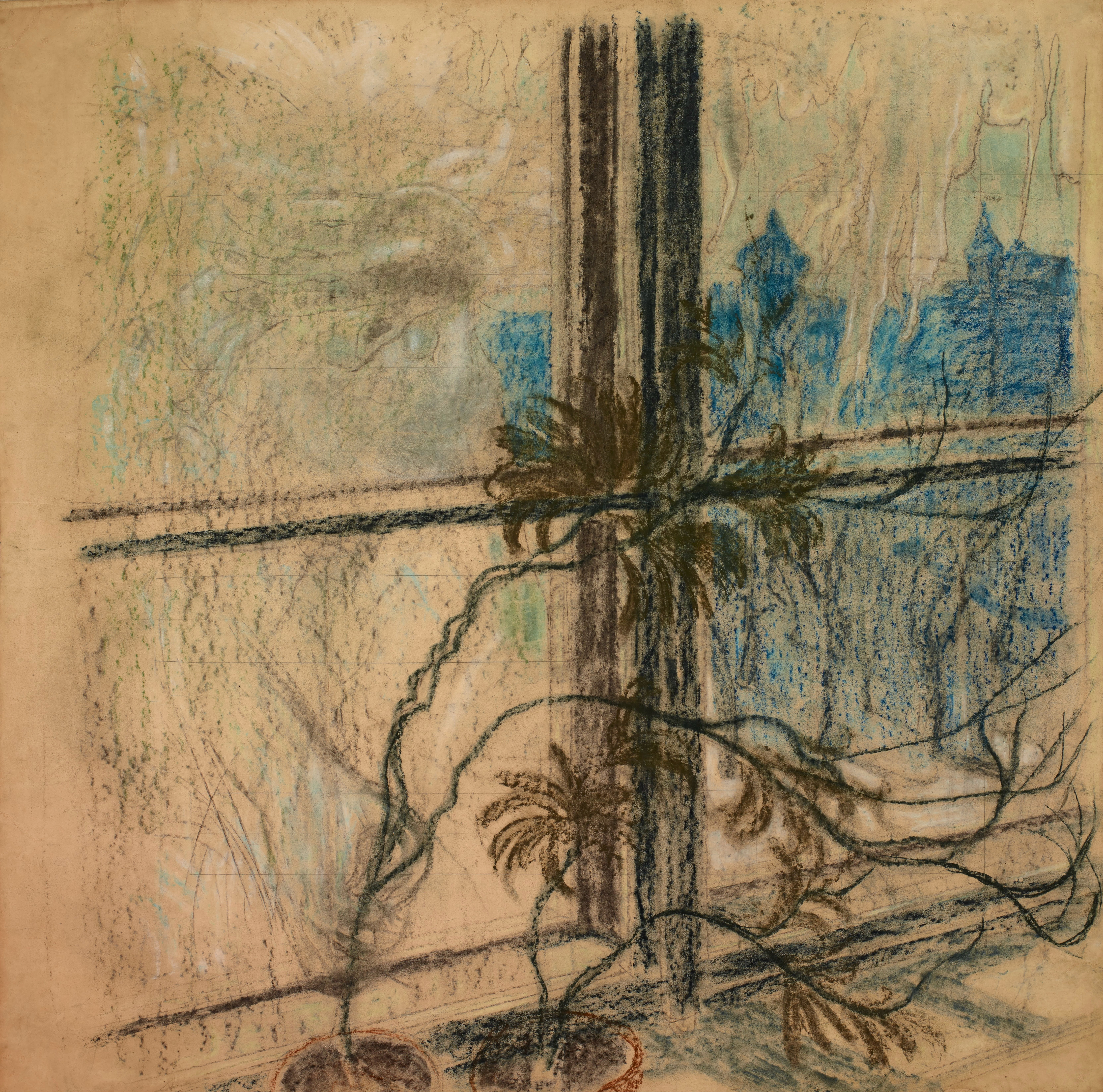
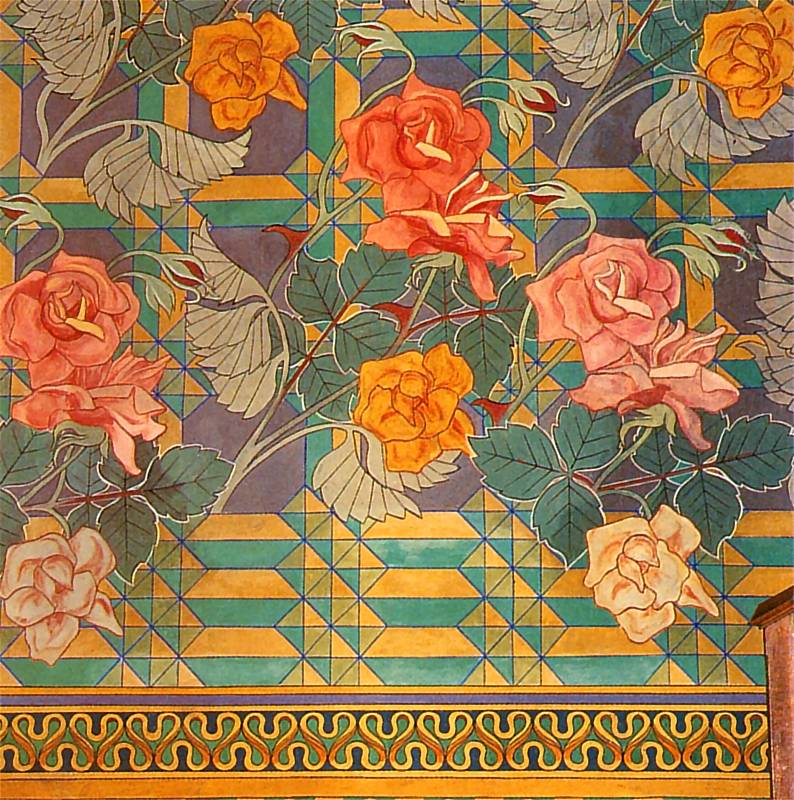